# Públio Pláucio Próculo
Públio Pláucio Próculo (em latim: Publius Plautius Proculus) foi um político da gente Pláucia da República Romana, eleito cônsul em 328 a.C. com Públio Cornélio Escápula. Segundo os Fastos Capitolinos, Caio Pláucio Deciano, cônsul no ano anterior, teria sido eleito novamente, mas Lívio menciona Públio Pláucio Próculo em seu lugar.

## Consulado (328 a.C.)
Segundo Lívio, durante o consulado de Públio Pláucio e Públio Cornélio "não ocorreu nenhum episódio de natureza militar ou civil".